# Beit Liebling
Der Beit Liebling (hebräisch בֵּית לִיבְּלִינְג ‚Haus Liebling‘) oder das Lieblinghaus ist ein Museum, Archiv für Artefakte und Bauteile der Bauhaus-Architektur und eine Lehrstätte für Baufachleute in Max und Tony Lieblings ehemaligem Mehrparteienhaus ihres Namens in Tel Aviv-Jaffa, Israel. Es dient Besuchern als Erlebnis- und Dokumentationszentrum des Welterbes Weiße Stadt Tel Aviv, in der das Haus selbst eine der bekanntesten Landmarken ebenjenes Welterbes ist.
Das Gebäude entstand 1936/1937 nach Plänen Dov Karmis im Stil der Bauhaus-Moderne (auch Internationaler Stil). Die in Denkmalpflege spezialisierte Architektin Ada Karmi-Melamede und ihre Schwägerin Rivka Karmi besorgten die fachgerechte Restaurierung, deren Qualität in der israelischen Denkmalpflege heraussticht. Trägerin des Hauses ist die Stadt Tel Aviv-Jaffa darin bis 2025 unterstützt von der deutschen Bundesregierung.

## Lage
Der Beit Liebling im Rechov Idelson 29 (רְחוֹב אִידֵלְסוֹן) befindet sich in einem Viertel, das von der 1902 in Odessa gegründeten Terraingesellschaft Geʾullah erworben wurde, die ihre Neubaugebiete 1914 mit Tel Aviv verwaltungstechnisch vereinigte. Das Adamat Geʾullah (אַדְמַת גְּאֻלָּה ‚Boden der Erlösung‘) genannte Gebiet, dessen Toponym mit Tel Avivs rasanter Entwicklung in Vergessenheit geriet, wird heute mit weiteren Siedlungskernen subsumiert unter Tel Aviv ha-Qəṭannah (תֵּל־אָבִיב הַקְּטַנָּה ‚Klein Tel Aviv‘), das mit weiteren Vierteln zum Stadtteil 5 gehört, der mit den Stadtteilen 3, 4 und 6 den Bezirk Mitte bildet.
Das Viertel bildet eine ruhige Wohnlage und wurde in den 1930er Jahren eine beliebte und dadurch gediegen bebaute, gehobene Wohngegend. Das Lieblinghaus ist umgeben von Bauten des Eklektizismus und mehrheitlich des Internationalen Stils, eingebettet in seichte Höhenunterschiede der seewärtigen, heute überbauten Dünen. Die Straße und ihre Umgebung sind innerhalb des UNESCO-Schutzbereichs als Quartier Bialik (oder Zone C) des Welterbes Weiße Stadt Tel Aviv definiert,:21 und fast alle Gebäude in der Straße sind ebenfalls denkmalgeschützt.
Weitere Baudenkmäler dort sind der östlich benachbarte, eklektizistische Beit Schmuʾel Balder (Nr. 31) aus dem Jahr 1925 vom Namensgeber, die Nr. 30, ebenfalls eklektizistisch, aus dem Jahr 1922 von Lotte Cohn oder der Beit Kroskal aus dem Jahre 1931 von Richard Kauffmann mit der Nr. 23 Ecke Rechov Pinsker, erster Bau der Moderne in Tel Aviv. Tel Avivs Weiße Stadt ist ein Erhaltungsgebiet, das die UNESCO 2003 als Welterbe verzeichnete und die größte Ansammlung von Gebäuden im Stil des Bauhauses der Welt darstellt.
Dem Lieblinghaus diagonal gegenüber befindet sich am Rechov Idelson Ecke Kikkar Bialik und Rechov Bialik 21 das private kenntnisreiche und gut ausgestattete Bauhaus-Museum des Sammlers Ronald Stephen Lauder.:84 Diesem wiederum gegenüber an der Kikkar Bialik, in Sichtweite vom Beit Liebling, befindet sich der Beit Bialik, ehemals Wohnhaus des Nationaldichters Chaim Nachman Bialik, jetzt Museum und Gedenkstätte. Unweit weiter südlich des Beit Bialik ist das intime Museum Beit Rubin zu Leben und Œuvre des Malers Reʾuven Rubin.

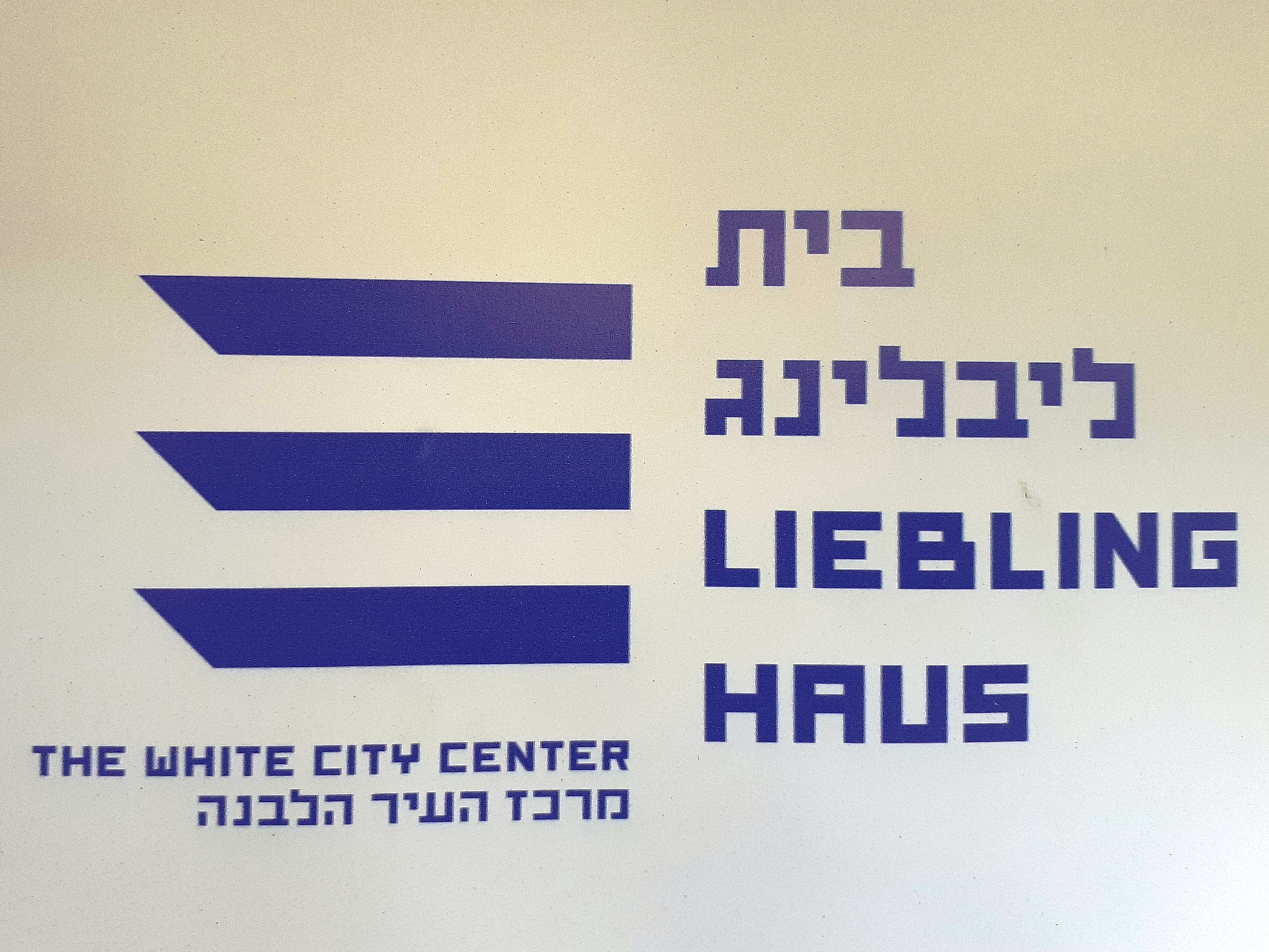
Logo des Beit Liebling / Lieblinghaus

## Nutzung heute
Die Entstehung des Museums im Lieblinghaus, oder des Zentrums zur Erhaltung des Bauerbes des Internationalen Stils (מֶרְכַּז שִׁמּוּר מוֹרֶשֶׁת הַבְּנִיָּה שֶׁל הַסִּגְנוֹן הַבֵּינְלְאֻמִּי Merkaz Schimmūr Mōreschet ha-Bnijah schel ha-Signon ha-Bejnləʾummī) wie es offiziell heißt, geht auf Ideen zurück, meist inspiriert von bestehenden Einrichtungen, eine Institution zu schaffen, die mehrere Zwecke erfüllen soll. „Das Lieblinghaus klärt Touristen und Architekturinteressierte über die Geschichte der Weißen Stadt auf, betreibt Forschung und dient als Beratungsstelle für Eigentümer, die ihre denkmalgeschützte Immobilie sanieren wollen.“
Der Beit Liebling soll mit seiner Expertise als Denkmalpflegezentrum auch die Restaurierung und Erhaltung von Baudenkmalen der Weißen Stadt Tel Aviv begleiten.:8 Wünschenswert seien ein Archiv an Bauunterlagen und eine Schau- und Lehrsammlung an Bauteilen der Moderne zur Nutzung durch Baufachleute aus Praxis und Theorie,:95 wenn auch beschränkt auf eine Stilepoche wäre der Beit Liebling dem Bayerischen Bauarchiv vergleichbar.:89
Schon allein die Dichte an Bauhaus-Gebäuden mit wenig veränderten Bauteilen in den Denkmalzonen rund um den Beit Liebling, die Explorationsleiter Gereon Lindlar im Oktober 2013 faszinierte, machen die Weiße Stadt zu einer Art Freiluftlernort und -archiv.:70seq. Bau- und Ausstattungsdetails in der Weißen Stadt haben für Kenner und andere aufmerksame Beobachter einen hohen Wiedererkennungseffekt, da verbautes Material und Technik des Einbaus mit denjenigen zeitgleich in Deutschland verwandten Pendants weithin übereinstimmen.:19 So ein Bauteilearchiv der Moderne wird auch für die Denkmalpflege in Deutschland hilfreich sein, wo sowohl die räumliche Dichte an Bauhaus-Gebäuden fehlt, wie auch in Folge Kriegseinwirkung, rauer Witterung oder Ersatz bei Sanierung originale Bauteile des Bauhauses verloren gingen.:7 und 71
Da in Israel in der Denkmalpflege, wie allgemein auf dem Bau, fast nur Angelernte tätig sind, deren restauratorisches Mühen oft zerstörerisch auf originale Bauteile wirkt,:80 ist fachliche Ausbildung dringend geboten.:9 Hierzu macht der Beit Liebling Angebote zu Denkmalpflege und Architektur in Dialog und Zusammenarbeit mit den Bereichen Forschung, Berufsausbildung und Wissensvermittlung. Dies war auch die Absicht der Bundesregierung, als sie sich 2015 an der Sanierung des Hauses mit Sachverstand und Geld beteiligte. Architektin Sharon Golan Yaron leitet das Lieblinghaus.
Das rekonstruierte Gebäude wird als weiteres Museum zum Thema Bauhaus dienen und wendet sich an Touristen. Dabei hebt das Bundesinstitut für Bau-, Stadt- und Raumforschung ausdrücklich die guten und qualifizierten Leistungen des Bauhaus Center Tel Aviv von Schlomit und Micha Gross in diesem Bereich hervor, die seine Mitarbeiter seit seiner Gründung im Jahre 2000 für Architekturinteressierte und kunstbeflissene Touristen erbringen.:95

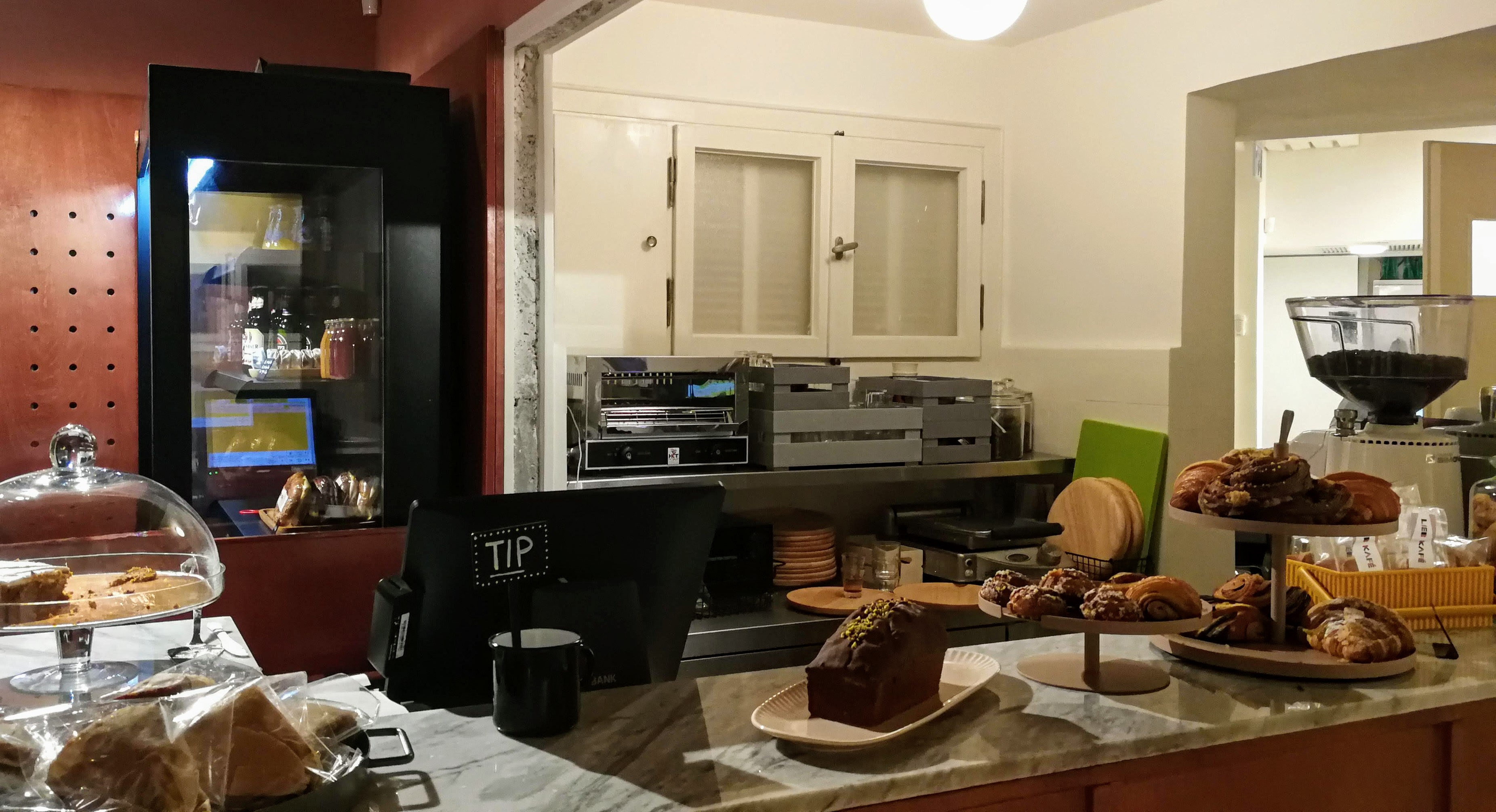
Tresen im Café, Eingriffe in die originale Raumstruktur, wie hier ein Wanddurchbruch, sind roh belassen und so sichtbar

Der Beit Liebling ist ein Mittelpunkt der städtischen Szene Kulturinteressierter mit einem Café. Es bietet Strudel an, der nach dem Rezept aus dem erhaltenen Hauskochbuch der Scheuers gebacken wird. Um für Café und Dauerausstellung ausreichend Platz zu schaffen, wurden im Parterre einige Wände entfernt. „Die Abbruchkanten sind an Decke, Wand und Boden sichtbar belassen, verweisen auf den baulichen Eingriff und die ursprüngliche Grundrissaufteilung.“

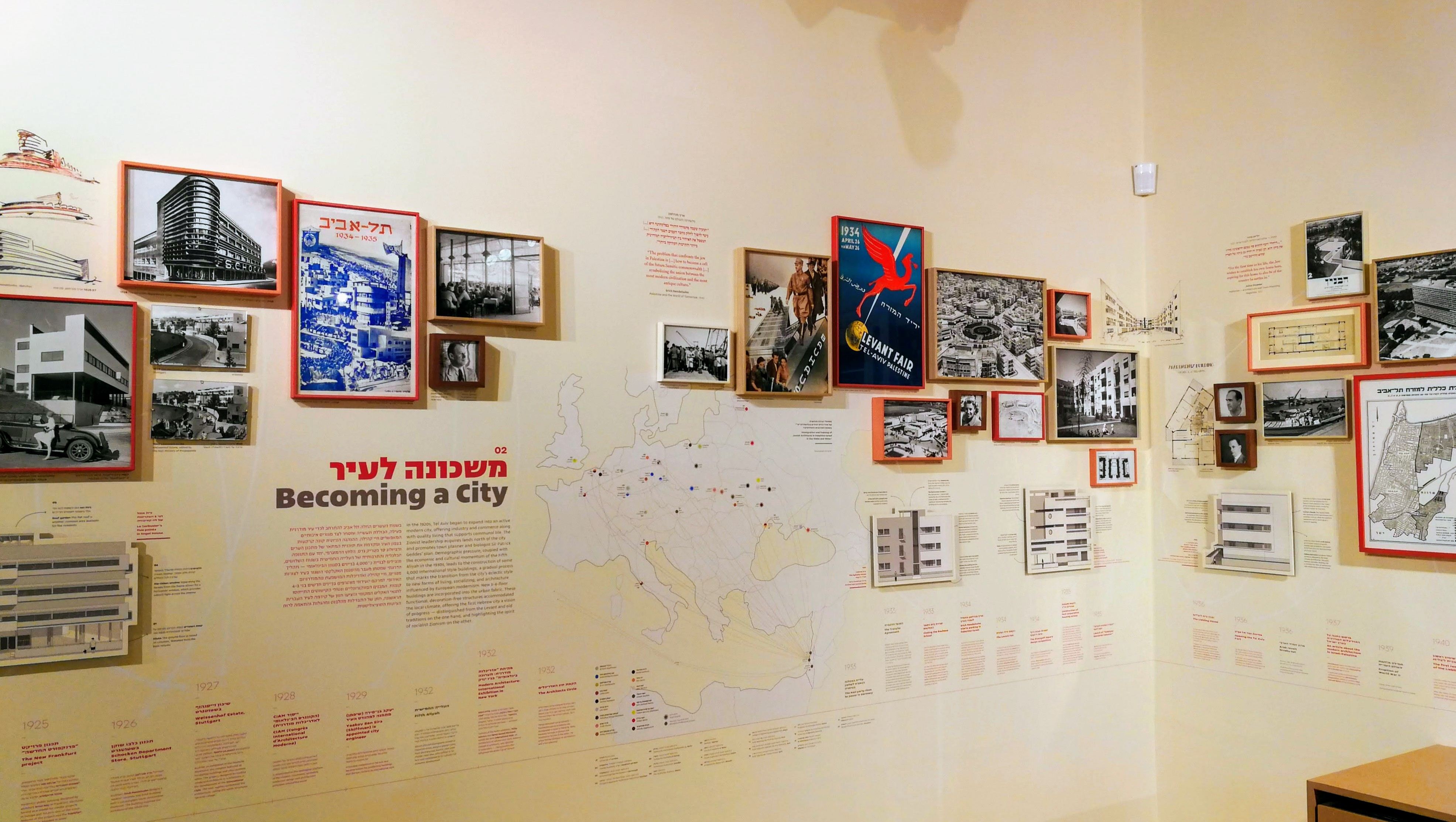
Dauerausstellung im Parterre

Die Dauerausstellung im Parterre führt chronologisch durch die Geschichte der Weißen Stadt. „Auch die Ausstellungsgestaltung deutet die frühere Nutzung als Wohnhaus an – vor den Wänden stehen Schubladen-Vitrinen in Form von Sideboards, darüber hängen Informationstafeln wie gerahmte Erinnerungsfotos“. Per Audioguide kann man entlang nummerierten Stationen eine Tour durch Haus und Garten machen. Daneben bietet das Haus Arbeitsbereiche und verschiedene Veranstaltungen, Führungen und Workshops für die breite Öffentlichkeit. Die Verwaltung des Hauses nutzt eine der beiden Wohnungen im ersten Stock, die andere dient der Forschungsabteilung mit Archiv.
Im obersten (2.) Stock ist die vordere Vierzimmer-Wohnung, wo einst die Scheuers wohnten, in originaler Raumstruktur als Modellbeispiel damaliger Möblierungen in der Weißen Stadt eingerichtet, mit gut erhaltenen Küche und Bad mit originalen Fliesen, Armaturen und in den Wohnräumen teils sogar Möbeln. In die modernen Häuser zogen damals viele deutsche Einwanderer mit ihrem mitgebrachten Mobiliar, teils noch in kaiserzeitlichem Dekor und bewahrten – migrationsgeschichtlich interessant – ein Stück gerettetes Heim in der neuen Heimat. Die hintere Wohnung im zweiten Stock, einst jene der Hauseigentümer, dient als Raum für wechselnde Ausstellungen mit interdisziplinärem Ansatz, die von Vertretern aus verschiedenen Bereichen aus Israel und der ganzen Welt kuratiert werden.

Tel Avivs Welterbezonen mit dem Lieblinghaus im Quartier Bialik (Zone C)

Durch die Einbeziehung der Familien, die einst im Hause wohnten, kamen viele Originale, auch Persönliches, aus privaten Beständen oder Kopien von Photos in die Sammlung. Darunter kleine Pretiosen wie Reagenzgläser für Urinproben aus der Frauenklinik Joseph Aschermanns im ersten Stock, wo auch eine Frankfurter Küche fast vollständig erhalten blieb.

## Geschichte

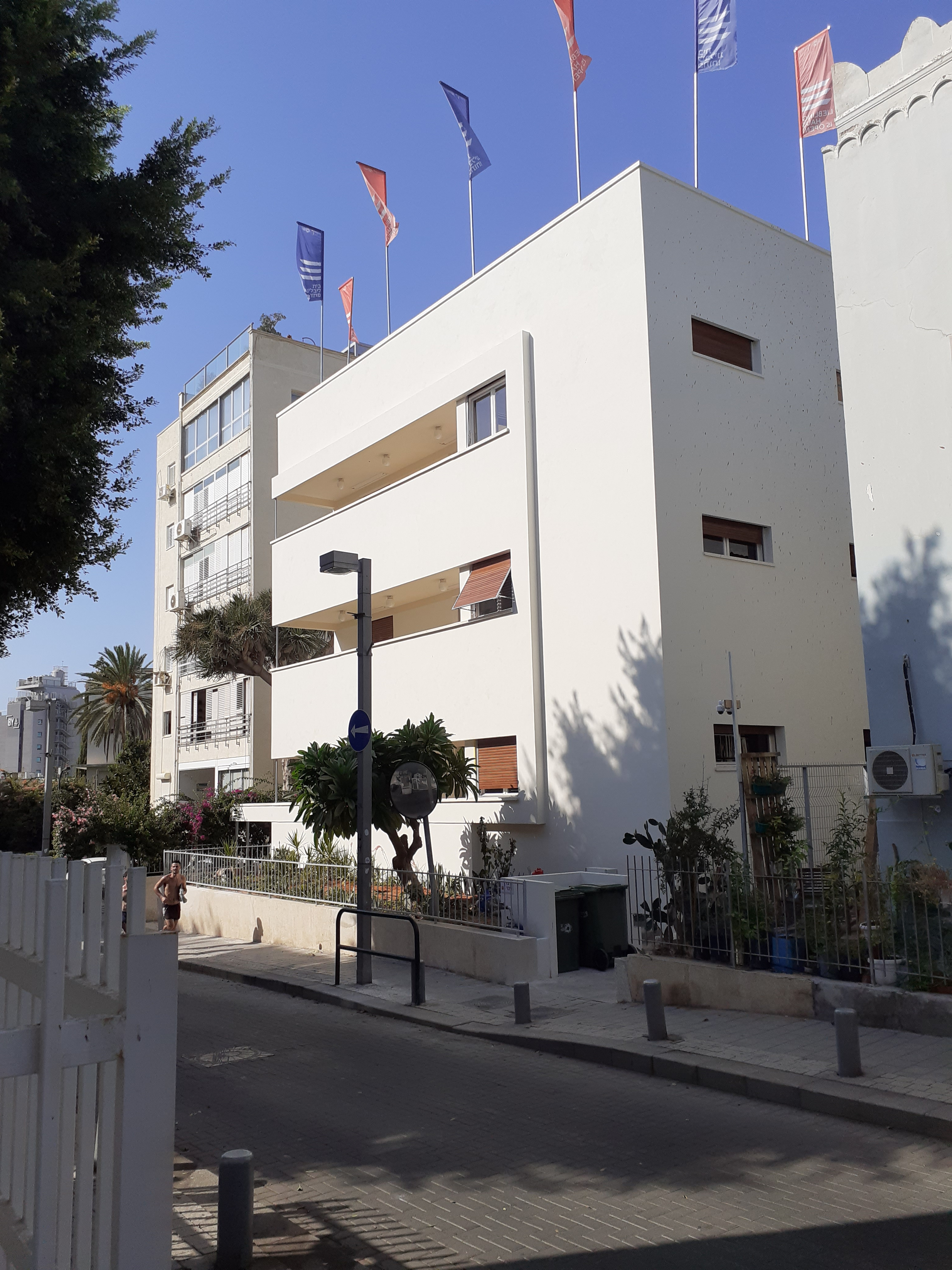
Blick vom Bauhaus Museum hinüber zum Lieblinghaus

Die Dünen, durch die sich heute der Rechov Idelson zieht, wurden seit 1920 langsam bebaut. Die Tel Aviv-Brigade des Gdud ha-ʿAvodah (גְּדוּד הָעֲבוֹדָה; seinerzeit eine Art Arbeitsdienst Freiwilliger, unter ihnen Sam Spiegel), unterhielt einige Baracken am Mittelmeer und führte zwei Jahre lang von dort aus Straßen- und Erschließungsarbeiten im neuen Viertel aus. Die anfängliche Bebauung bestand aus kleinen meist einstöckigen Häusern und kam angesichts von Wirtschaftskrisen 1923 und 1926 mitunter nur schleppend voran.
Doch zu Beginn der 1930er Jahre wandte sich das Blatt, Einwanderung und Flucht ins Heilige Land nahmen stark zu. „Die meisten Neueinwanderer dieser Zeit waren wohlhabende Bürger aus Mitteleuropa, denn die britische Mandatsmacht verlangte Nachweise über Kapital, bevor sie Juden ins Land ließ.“ Dieses auch Vorzeigegeld genannte Startkapital konnte durch Verkauf der durch Ausreisewillige aus Deutschland nach Palästina importierten Güter (sieh dazu Abschnitt Bau und Restaurierung unten) erzielt werden.:19
Zwischen 1931 und 1937 entstanden in Tel Aviv rund 2'700 neue Wohngebäude, die meisten von und für Immigranten der Fünften ʿAlijah. Neubaugebiete wurden erschlossen und die oft einstöckigen Häuser früherer Entwicklungsstufen durch Mehrgeschosser ersetzt, was die Bebauungsdichte erhöhte, wie beim Beit Liebling, der in der Höhe und der Fläche (hohe Grundstücksabdeckung) mehr umbauten Raum schaffte als sein Vorgänger. Diese rasante Nachverdichtung und neue Baugebiete ermöglichten es den Städten des Landes, allen voran Tel Aviv, das Gros der vielen Flüchtlinge unterzubringen, entgegen dem ideologischen Gerede von einer Zukunft der ʿOlim in agrarischer Kultur. Tel Avivs Einwohnerzahl stieg zwischen 1931 und 1938 von 46'000 auf 150'000 und überholte damals diejenige Haifas.
Nach ihrer Hochzeit 1920 im damals polnischen Tarnopol wanderten Tony Liebling (1887–1963), geb. Rubin aus Russland, und Max Liebling (1881–1942) aus Polen in die Schweiz aus, wo er sich als Kaufmann in Handel und Immobilienmaklerei soweit etablierte, dass sie fünf Jahre später ʿAlijah nach Mandats-Palästina machen konnten. Dort gründeten sie die Firma Max Liebling Ltd. Am 6. Januar 1936 kauften die Lieblings auf Namen ihrer Firma Haus und Grundstück im Rechov Idelson 29 von Reʾuven Segal. Die Eheleute beauftragten Dov Karmi ihnen ein Mehrparteienhaus zu bauen, das sie im März 1937 bezogen. Ab den 1930er Jahren erfreute sich das Viertel entlang der Straßen Rechov Bialik, Hess und Idelson wachsender Beliebtheit bei Künstlern, Schriftstellern und Dichtern sowie vor allem Ärzten.

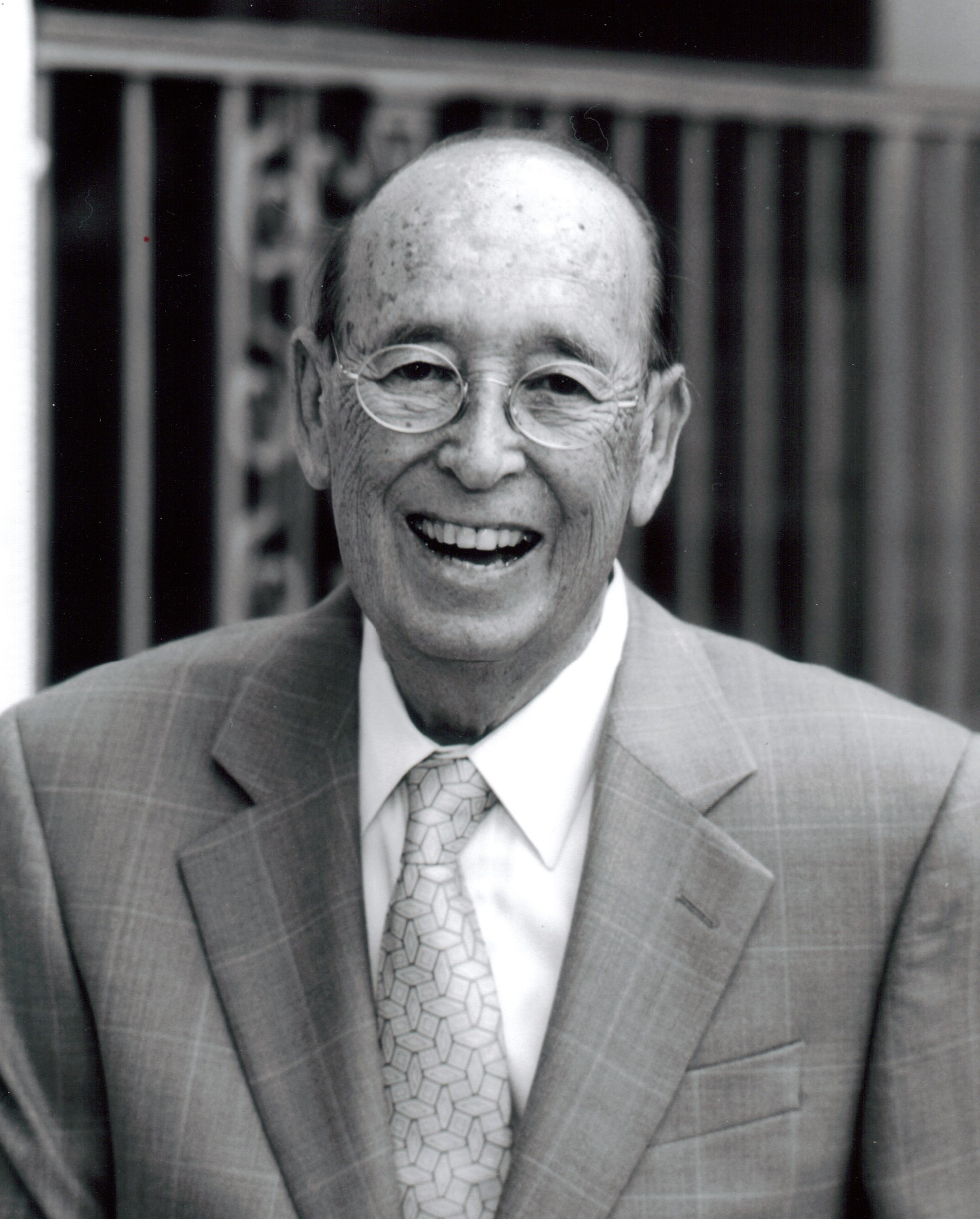
Daniʾel Offer, 2007

Außer den Lieblings im obersten Stock (2. Obergeschoss) mieteten sich illustre Bewohner ein. Über die Mieter der Wohnung im Erdgeschoss rechts (zur Straße) ist außer dem Namen nichts bekannt. Das Parterre links (nach hinten) bezog der renommierte Kinderarzt Professor Ludwig Ferdinand Meyer mit Frau Lotte, Tochter Ilse, Schwiegersohn Professor Walter Hirsch sowie Enkel Thomas (später Daniʾel Offer, Psychiater und Bestsellerautor), die 1935 aus Berlin gekommen waren. Nach zwei Jahren in Jerusalem zogen sie nach Tel Aviv. Bis 1950 war Professor Meyer Direktor der Pädiatrie im städtischen Krankenhaus Hadassah. Er war Experte für Kleinkindernährung und veröffentlichte viel zu seinen Forschungen.

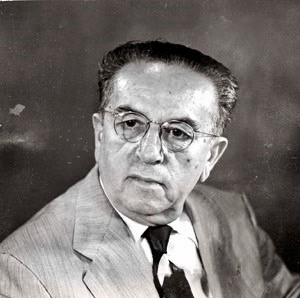
Joseph Aschermann, ohne Jahr

Die erste Etage mietete der berühmteste Gynäkologe des Landes, Professor Gustav Joseph Aschermann, jüdischer Deutschböhme, der 1920 aus der Tschechoslowakei eingewandert ist. Er ist einer der Begründer der gynäkologischen Forschung im Lande. Im rückwärtigen Teil der geräumigen Neun-Zimmer-Wohnung waren die Privaträume der Eheleute Joseph und Malkah Aschermann, geb. Wilner, die einer einheimischen jüdischen Familie aus Neweh Zedeq entstammte. Sie führte ein offenes Haus des kulturell interessierten Bürgertums, engagierte sich in der WIZO, in deren Auftrag sie zu Hause Neueinwanderern Hebräisch- und Religionsunterricht gab.

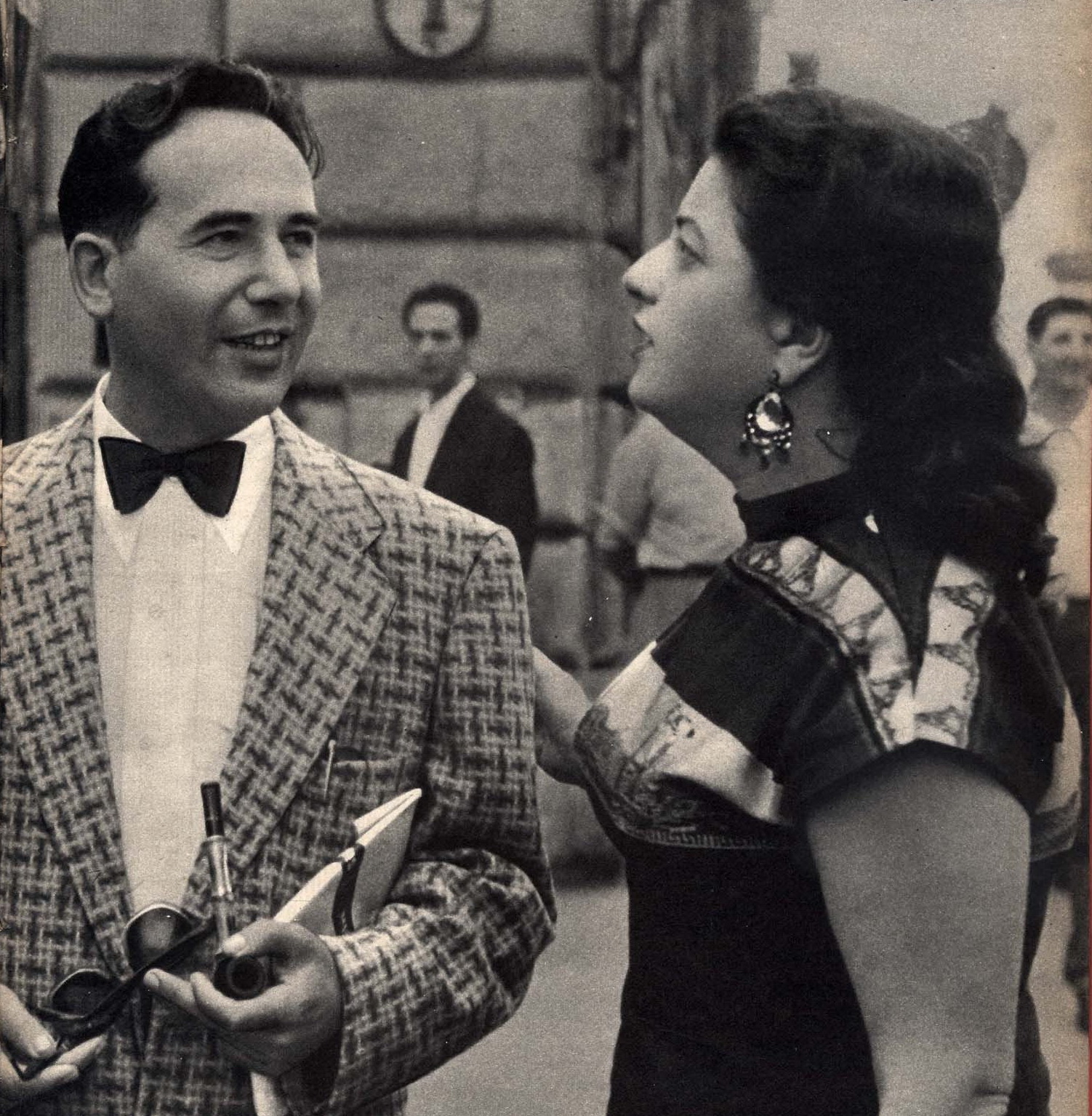
Nina und Jechiʾel Di-Nur in Rom, 1959

Das Paar hatte drei Kinder Nina, die Erstgeborene und die Söhne Juval und Joram, die beide noch im Kindesalter starben. Malka Aschermann und ihre Kinder waren damals die einzigen Zabarim im Hause. Die an Poesie interessierte Nina Aschermann, die im Zweiten Weltkrieg als Soldatin für Britannien gedient hatte, wurde durch ein Gedicht auf ihren künftigen Mann Jechiʾel Feiner aufmerksam, suchte ihn und holte ihn 1946 als entwurzelten Auschwitzüberlebenden buchstäblich von der Straße. Als Eheleute nahmen sie 1947 den für beide neuen Familiennamen Di-Nur an. Jechiʾel Di-Nur wurde unter dem Pseudonym «KZnik» (jiddisch קאַצעטניק ‚KZ-Häftling‘) für seine Bücher bekannt, in denen er u. a. erlebte Gräuel seiner Zeit in deutschen Konzentrationslagern thematisierte, womit er in Israel und der Welt die Schoah ins öffentliche Bewusstsein rückte.
Im vorderen Teil der Wohnung betrieb Aschermann eine Privatklinik für Frauen, zu seinen Patientinnen zählte auch Farah Diba, die sich in den späten 1950er Jahren incognito untersuchen ließ, um sicherzugehen, dass sie als dritte Frau des Schahs in spe im Stande sein würde, Erben das Leben zu schenken. Aschermann gründete und leitete jahrzehntelang die israelische Vereinigung für Geburtshilfe und Gynäkologie. Er machte sich einen Namen mit dem Aschermann-Syndrom und weiteren Forschungen zur Unfruchtbarkeit von Frauen in Folge eines Schwangerschaftsabbruchs, die weltweit veröffentlicht wurden. Zudem leitete er von 1951 bis 1958 die Maternité in der Joseph-Serlin-Klinik. Aschermann war buchstäblich derjenige Mann, den viele Kinder von Tel Aviv ha-Qtannah als ersten zu Gesicht bekamen.
Im obersten Stock rechts, also zur Straße, lebten ab 1938 Lucie und Eugen Mordechai Scheuer (1881–1960, aus Saarbrücken gebürtig) mit ihren Kindern Ruth, Hannah und Herbert. Die Familie war 1936 aus Deutschland gekommen, wo Scheuer Mehlkaufmann gewesen war. Die Eheleute Scheuer hatten ihr gesamtes Vermögen in Deutschland verkauft und unter den erzwungenen happigen Abzügen für Reichsfluchtsteuer in Form von Sachkapitalien nach Tel Aviv verfrachtet, wo sie sich im Lande einzuleben versuchten.

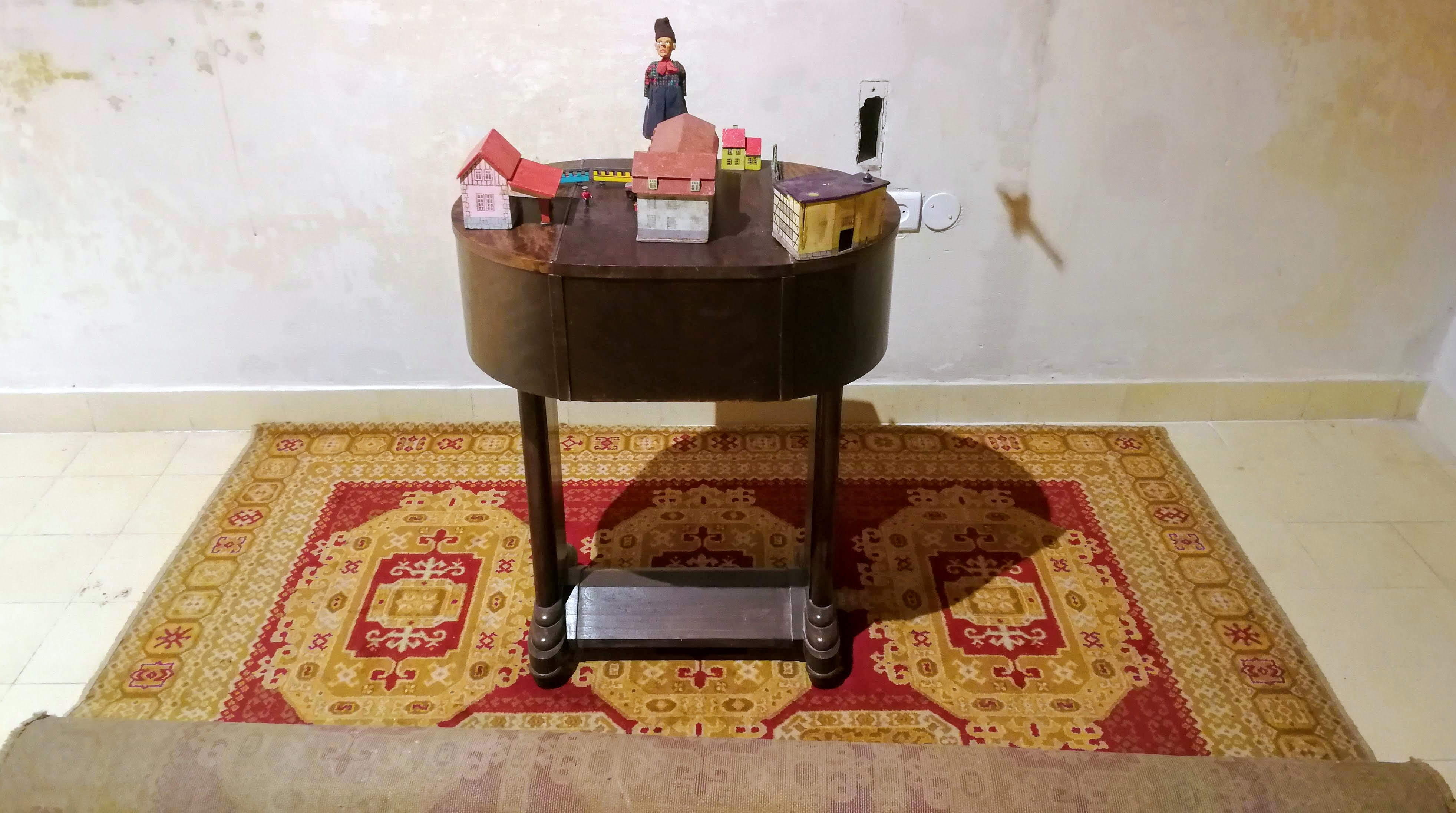
Nachgestellte Möblierung im obersten Stock

Die Rheinpfälzerin Lucie Scheuer, geb. Weil (1889–1978), verbrachte den Rest ihres Lebens im gesellschaftlichen «Kanton ʿIvrit», wie Jeckes selbstironisch jene Kreise ihresgleichen nannten, die «kein Ton ʿIvrit», also nie fließend Hebräisch lernten. Die Wohnung richtete Lucie Scheuer mit Möbeln, die sie aus Deutschland mitbrachten, schick ein: ein Flügel, einen Esstisch für sechs Personen, ein großes Bücherregal, ein Rauchtisch, ein Radio, Lampen aus Marmor, ein Schreibtisch und ein Buffet mit bayerischem Porzellanservice.
Das Wohnungsamt, Scheuers Kinder waren inzwischen ausgezogen, wies nach dem Zweiten Weltkrieg bei ihnen einen Untermieter ein, da der kriegsbedingte Rückstand im Wohnungsbau noch längst nicht aufgeholt war, während Überlebende der Judenvernichtung aus Europa und ab 1947 jüdische Binnenflüchtlinge des Palästinensischen Bürgerkrieges die Wohnungsnot noch verschärften.
Als im Krieg um Israels Unabhängigkeit ab 14. Mai 1948 das ägyptische Militär einfiel und Tel Aviv unter Artilleriefeuer nahm, wurden Scheuers Tochter Ruth, der Schwiegersohn Rudy Spangenthal und ihre Kinder Jaʿel, Margalit und Rafi ausgebombt und fanden Zuflucht im Hause Liebling. Die drei Kinder der Spangenthals kamen gelegentlich in die luxuriöse Wohnung der Vermieterin Tony Liebling, die sie mit Süßigkeiten verwöhnte, die sie in kostbaren kristallenen Bonbonnièren bewahrte.
Max und Tony Liebling bewohnten im obersten Stockwerk (2. Etage) die Wohnung links, also nach hinten. Auch sie hatten ihr Mobiliar aus Europa mitbringen können. Max Meʾir Liebling starb 1942, er und Tony waren kinderlos geblieben. Tony Liebling sah ihre Freunde, spielte einmal die Woche Bridge mit ihrer Nachbarin Lotte Scheuer von gegenüber, seit 1960 verwitwet, und weiteren Bekannten. Zudem hatte sie Verwandte im Hause aufgenommen.
In ihrem Testament verfügte Tony Liebling, die 1963 starb, dass das Haus nach Auszug oder Ableben der dort lebenden Bewohner an die Stadt Tel Aviv übergehen solle, um es für einen der folgenden Zwecke zu nutzen: ein Waisenhaus, ein Kinderheim, ein Altenpflegeheim, ein Studentenwohnheim oder ein Museum. Zum Andenken an ihren Mann und sich als Stifter wünschte Tony Liebling eine Erinnerungstafel überm Eingang des Hauses. Ferner verfügte sie, dass mit Vollzug des Testaments die Immobilienfirma Max Liebling BaʿA"M zu Gunsten der Stiftung liquidiert werden solle. Tony Liebling spendete verschiedenen Einrichtungen, unter anderen auch der aschkenasischen Großen Synagoge der Stadt.
Nach Tony Lieblings Tod wohnten noch ihre Nichten Rosa Liebling und als letzte Sabina Liebling (1908–1999) bis 1990 im Hause. Sie leitete von 1963 bis 1970 die Augenklinik des Ichilow-Krankenhauses in Tel Aviv. An der Substanz nagte der Zahn der Zeit, innere und äußere Erscheinung litten an An- und Umbauten, wie die Schließung der Balkons zu Veranden mittels wenig qualitätvoller Kunststofffenster und -blenden oder die Anbringung von Klimaanlagen außen.
Die Stadt ignorierte die Vorgaben des Testaments weitgehend und wandelte das Haus in Büros für ihr angeschlossene Körperschaften um. Im Jahr 2000 wurde das Haus nach damaligen Best-Practice-Methoden restauriert,:16 wobei eine zentrale Klimaanlage installiert, die Balkons und vermauerte Fenster wieder geöffnet, Schmutz, Risse, angebrachte Leitungen und Geräte an der Fassade beseitigt wurden. Dabei kam glatter statt Kratzputz zum Einsatz, der originale Putz blieb nur hinter den Fallrohren erhalten.
Über die Jahre diente das Haus verschiedenen Funktionen. Bei der Exploration fürs Bundesinstitut für Bau-, Stadt- und Raumforschung im Oktober 2013 zur Auswahl des Standorts des künftigen Welterbezentrums diente das Parterre noch als Kindergarten, während der erste Stock mit den vielen kleinen Praxisräumen der ehemaligen Privatklinik Joseph Aschermanns und anschließender rückwärtiger Wohnung als Büro und Archiv genutzt wurde. Jahrelang waren dies Büros der Qeren Jehoschuʿa Rabinowitz le-Ommanujjot Tel Aviv (קֶרֶן יְהוֹשֻׁעַ רַבִּינוֹבִיץ לְאָמָּנוּיּוֹת תֵּל־אָבִיב ‚Jehoschuʿa-Rabinowitz-Fonds für Tel Avivs Künste‘). Im obersten Stock waren ebenfalls Büros.
Das deutsche Bundesbauministerium gab 2014 bekannt, dass es Einrichtung und Betrieb eines Welterbezentrums für die Weiße Stadt Tel Aviv finanzieren werde, wozu die Wahl auf das Lieblinghaus gefallen war, denn – wie bei Untersuchung der erwogenen vier Standortvorschläge im Oktober 2013 bis Frühjahr 2014 ermittelt wurde:16 – es war bereits in städtischem Eigentum und denkmalpflegerisch bestens dokumentiert.:21 Im September 2014 teilte die Getty Foundation mit, dass sie für den Beit Liebling als einen der ersten zehn Bauten der Moderne, im Rahmen ihrer neuen Initiative «Keeping It Modern» Zuschüsse zur Restaurierung gewähren werde in Höhe von 130'000 US-$.

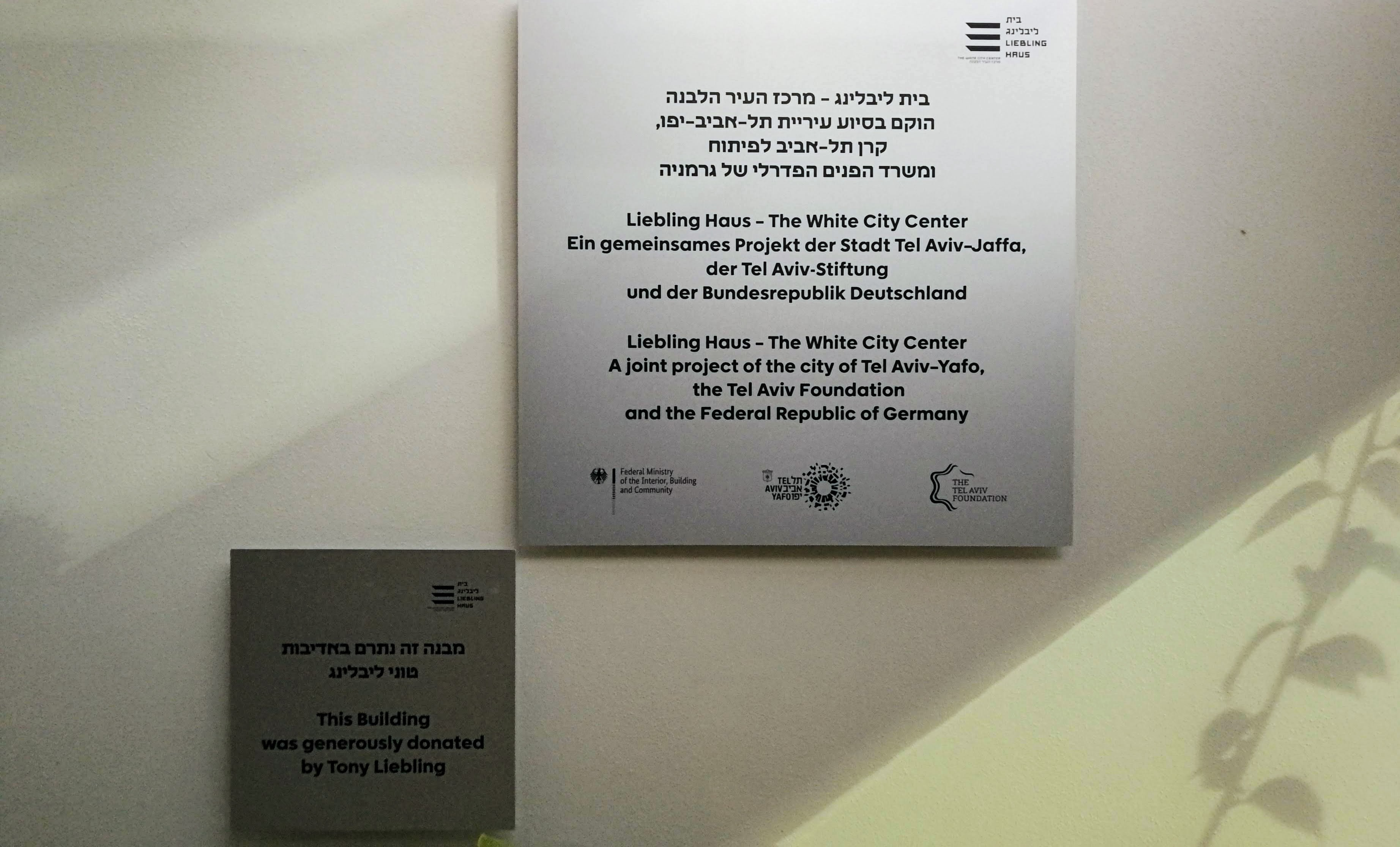
Täfelchen für die Stifterin und Tafel für die Trägerinnen

Im frühen Mai 2015 überbrachte Bundesbauministerin Barbara Hendricks Bürgermeister Ron Chuldaʾi bei ihrem Besuch, der auch eines der Ereignisse zur Feier des 50-jährigen Bestehens deutsch-israelischer diplomatischer Beziehungen war, die Zusage der 10-jährigen deutschen Kofinanzierung des Welterbezentrums mit insgesamt 2,8 Millionen € und eine erste Jahresrate.
So eröffnete nach umfänglicher Restaurierung am 19. September 2019 der Beit Liebling mit einem dreitägigen Festival als Museum, das der Architektur der Moderne in Tel Aviv gewidmet ist, womit sich Tony Lieblings Testament doch noch erfüllte. Die Eröffnung war Teil weltweiter Veranstaltungen zum 100. Jahrestag des Bauhauses.

## Bau und Restaurierung

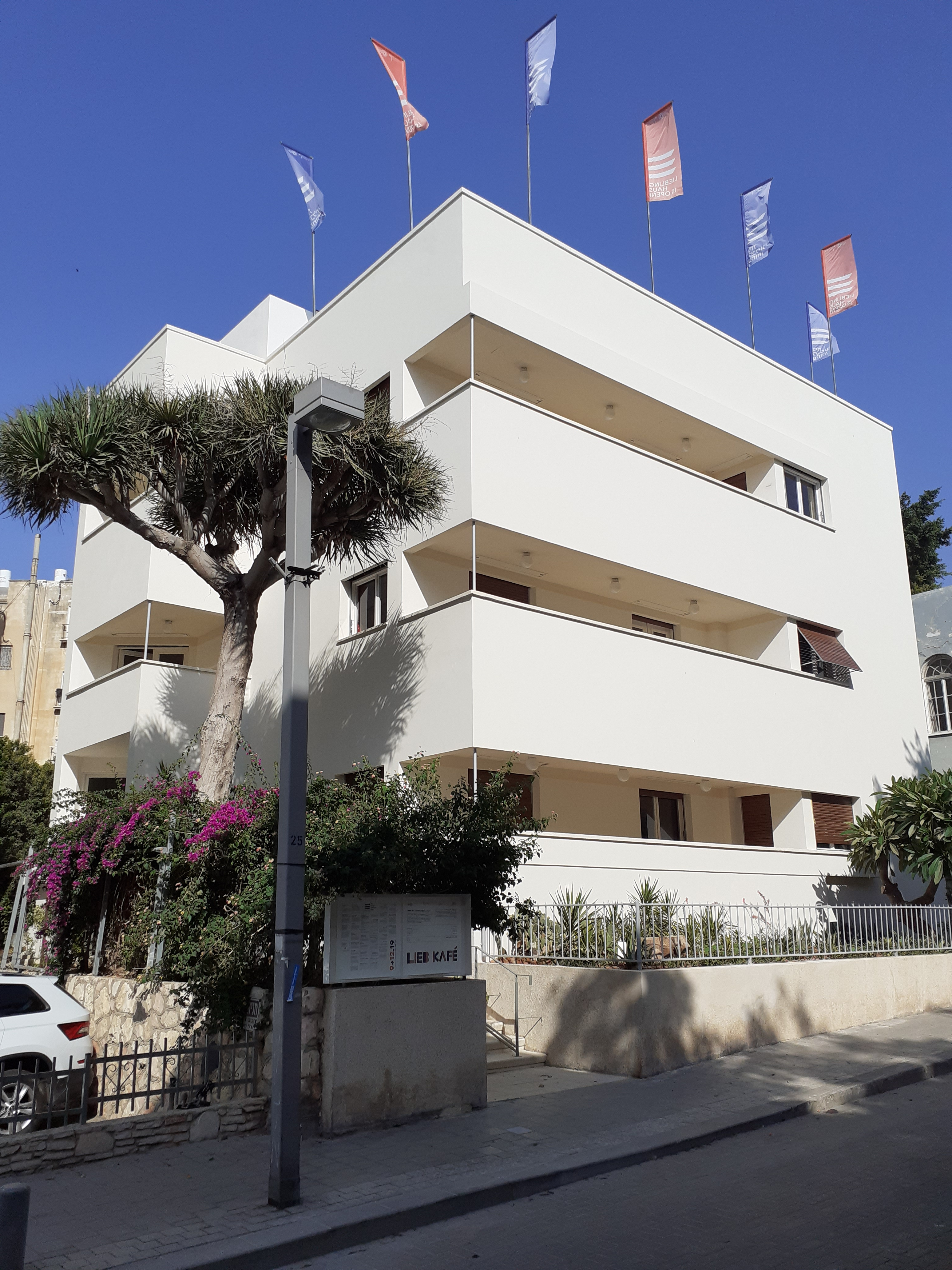
Blick ostwärts durch den Rechov Idelson zum beflaggten Lieblinghaus

Die Lieblings beauftragten den Architekten Dov Karmi und den Ingenieur Zvi Baraq, seinen Partner, das neue Gebäude zu entwerfen und zu bauen. Binnen knapp anderthalb Jahren erstellten Karmi und Baraq die Pläne, erlangten die Abriss- und Baugenehmigungen noch im Januar 1936 und führten ihre Pläne aus. In jenen Jahren war wegen der Fünften Alijah vor allem so vieler Deutscher und der damit einhergehenden Bautätigkeit die Bauaufsicht ständig überlastet.
Das Lieblinghaus entstand als qualitätvoller Bau, in dem auch hochwertige importierte deutsche Baumaterialien verbaut wurden. Baufirmen kauften in Absprache mit den Bauherren solche Materialien, wie auch Baumaschinen und -stoffe aus Deutschland, die ausreisewillige deutsche Inländer (egal welcher Staats- und Religionsangehörigkeit) mit ihren deutschen inländischen Guthaben bezahlt und dann nach Palästina verschifft hatten.:19 Im Rahmen des Haʿavarah-Abkommens kamen beim Verkauf der Waren an palästinensische Inländer (egal welcher Staats- und Religionsangehörigkeit) erzielte Erlöse in Palästinapfund auf ein Anderkonto, einen Teil der begehrten Devisen erhielt die Reichsbank, um die auf Kapitaltransfers erhobene happige so genannte Reichsfluchtsteuer abzugelten, den Rest kriegten die erfolgreich Ausgereisten.
Der Reichsfiskus hatte der Regelung zugestimmt, weil er ausreisewillige Inländer durch happige Steuern so um etwas bringen konnte, was die meisten in Folge rigoroser Devisenrationierung seit 1931 in Deutschland nicht (mehr) besaßen und man ihnen somit auf keine Weise nehmen konnte: Devisen. Da seit 1931 verboten war, Reichsmarkguthaben für Devisen frei am Devisenmarkt zu kaufen oder zu verkaufen, sondern Devisen staatlich rationiert (auf Antrag limitiert zugeteilt, oder auch ganz verwehrt) waren, gab es kaum natürliche oder juristische Personen, die Devisenguthaben für Reichsmark verkaufen mochten, die sie dann nicht wieder nach Belieben frei für Devisen zurückverkaufen könnten. Im Gegenzug wünschten angesichts Freiheit raubender Rationierung, und schließlich wegen der politischen Risiken der NS-Diktatur für Leib und Leben vor allem jüdischer Deutscher wie für Hab und Gut desto mehr deutsche Inländer ihre Reichsmarkguthaben für Devisen zu verkaufen, womit die Devisennachfrage ihr Angebot stets überschritt.
Von den im Rahmen des Haʿavarah-Abkommens erzielten Devisen kaufte der deutsche Fiskus wichtige überseeische Rohstoffe an und lagerte sie in Vorbereitung auf die durch den geplanten Krieg künftig unterbrochene Einfuhr in Horten ein. Ausgereiste Deutsche verloren von ihrem Vermögen in jedem Fall die einbehaltene Reichsfluchtsteuer und noch mehr, falls wegen Marktflaute sie die verschifften deutschen Waren im Zielland nur unter Einstandspreis verkaufen konnten.

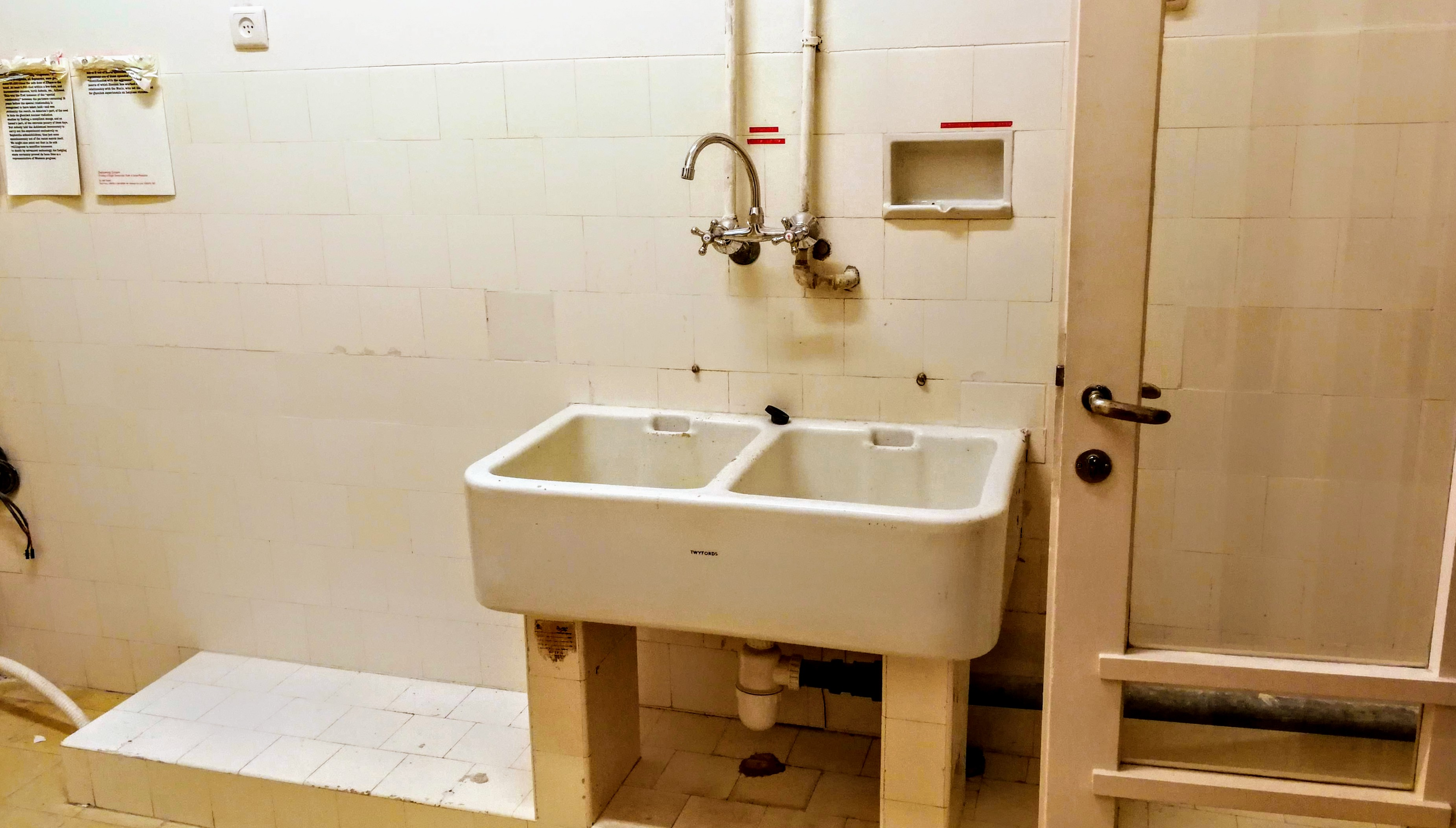
Fliesen und Badekeramik

Die Fliesen im kleinen Goldfischbecken im Entrée und an den Wänden des Treppenhauses, diejenigen in den Küchen, den Bädern wie auch die Sanitärkeramik (Toiletten, Bidets, Waschbecken und Wannen) stammen sämtlich vom deutsch-französischen Familienunternehmen Villeroy & Boch. Als 2017 zwei Fliesen im Treppenhaus von der Wand fielen, wurde auf der Rückseite der eingeprägte Namenszug sichtbar. Beschläge und Griffe an den bis heute erhaltenen Fenstern und Türen, wie verschließbare Türspione, Blockzargen, Türblätter und vernickelte Drückergarnituren lieferte die Wehag (Wilhelm Engstfeld AG, Heiligenhaus). Baubeginn war 1936 und im März 1937 bezogen Lieblings und ihre Mieter das Mehrparteienhaus, das auf drei Etagen jeweils zwei Einheiten bot.
Mit dem Beit Liebling schuf Dov Karmi das erste Gebäude im Lande, für das Le Corbusiers Element des horizontalen Fensterbands als langer eingezogener Balkon adaptiert wurde. Die horizontale Linie des Baus wird betont durch die schmalen Auslassungen zwischen Balkonbrüstungen und Überhängen der oberen Schürzen, hält aber auch die mediterrane Sonne und Hitze von den Innenräumen ab. Der Beit Liebling nutzt die Horizontalen der langen Balkons wegen ihres Wiedererkennungswerts in seinem Logo.

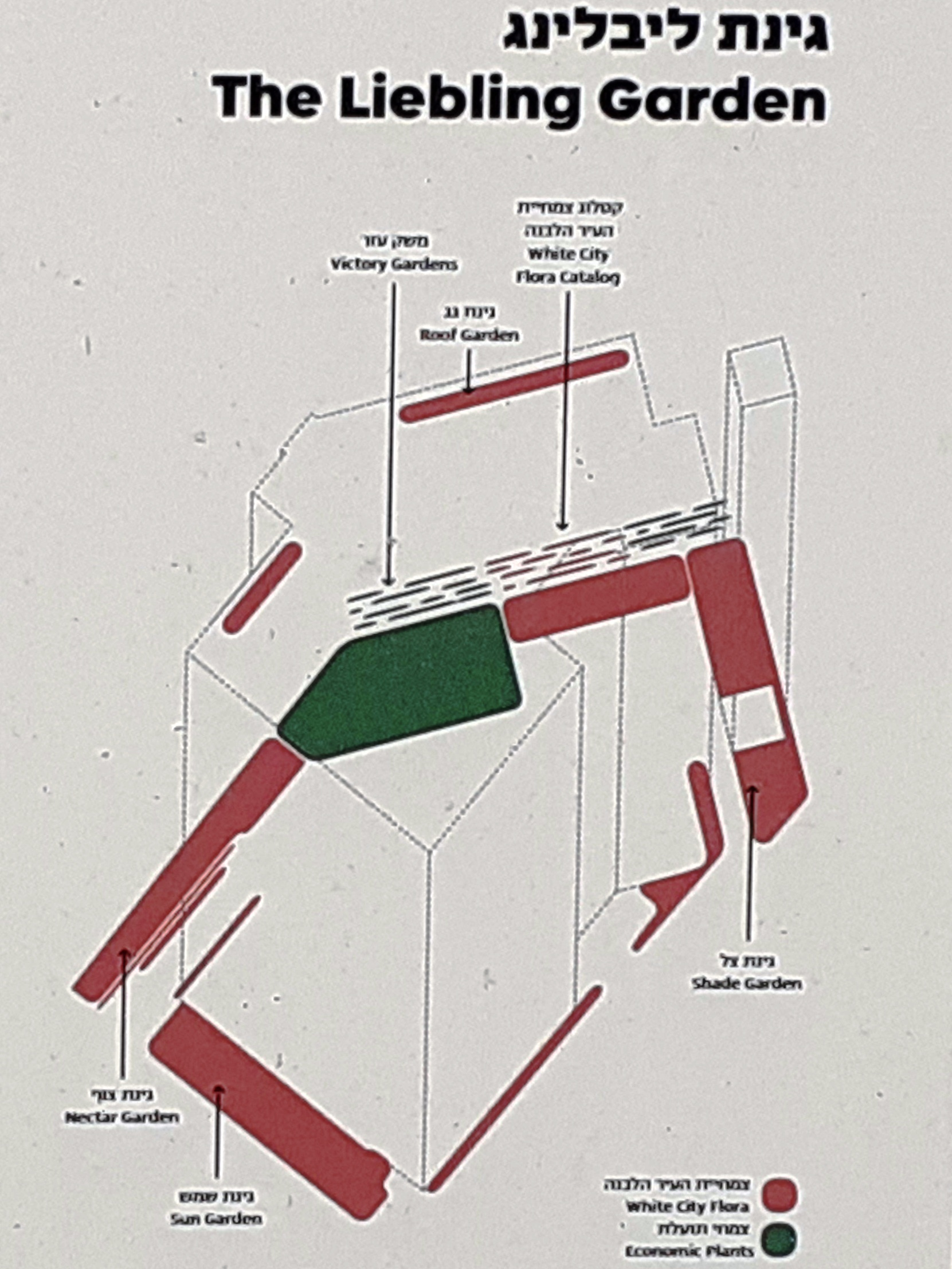
Umrisse der Baukörper mit flächiger Anzeige von Beeten und Gärtchen

Der Grundriss des Hauses besteht aus zwei Rechtecken, das eine mit der Längsseite parallel zur Ost-West-Richtung der Straße Rechov Idelson, dahinter das zweite, das mit der Schmalseite westlich überstehend im 45°-Winkel nach Nordosten gerichtet anschließt. Der unregelmäßige Grundriss erhöht „die Zahl der Eckzimmer, die sich mit zwei Fenstern nach verschiedenen Seiten gut durchlüften lassen.“ Die zwei gegeneinander verschobenen Baukörper erzeugen an ihrer Westseite ein kleines schattiges Eck, in dem das Entrée liegt.
Nachdem die bisherigen Nutzer in neue Domizile umgezogen waren, begannen im Sommer 2017 unter Leitung Ada Karmi-Melamedes und Rivka Karmis, Alumna des Technions und Witwe Ram Karmis, Renovierung und Erhaltung des Gebäudes im Rechov Idelson 29. Bauherrin war die Stadt Tel Aviv, die kofinanziert durchs Bundesbauministerium und die Qeren Tel Aviv le-Fittuach (קֶרֶן תֵּל־אָבִיב לְפִתּוּחַ ‚Tel Aviv-Fonds für Entwicklung‘) 20 Millionen Neue Schekel für die Sanierung aufbrachte.
Zunächst führten Experten aus Deutschland und Israel Untersuchungen durch, ermittelten Schäden, Materialien und genutzte Techniken, Güte des Gebäudes als Vorläufer für die Restaurierungspläne. Im Gegensatz zur überwiegenden Zahl der Restaurierungen denkmalgeschützter Gebäude in der Stadt blieben im Beit Liebling die Grundrisse der meisten Innenräume und originale Fliesen erhalten, ursprüngliche Farbgebungen wurden rekonstruiert. Die Feuchteschäden, die der Betrieb der 2000 installierten zentralen Klimaanlage verursacht hatte, wurden behoben. Ursprüngliche Schalter und Steckdosen aus Bakelit, Armaturen in Bädern, gelbe Balkonfliesen und vertikale Balkonstützen, die nach Untersuchungen wieder im ermittelten ursprünglichen Gelb gestrichen wurden, blieben erhalten.
Viel diskutiert war das vom Bundesbauministerium lancierte Pilotprojekt des innovativen Baugerüsts nach EU-Normen, in das der Beit Liebling eingerüstet wurde, da es zweieinhalb mal so teuer wie landesübliche Gerüste war. Diese Sorte verzinkter Gerüste komplett aus Metall soll 30 Jahre halten und wurde nach Abschluss der Arbeiten weitervermittelt.

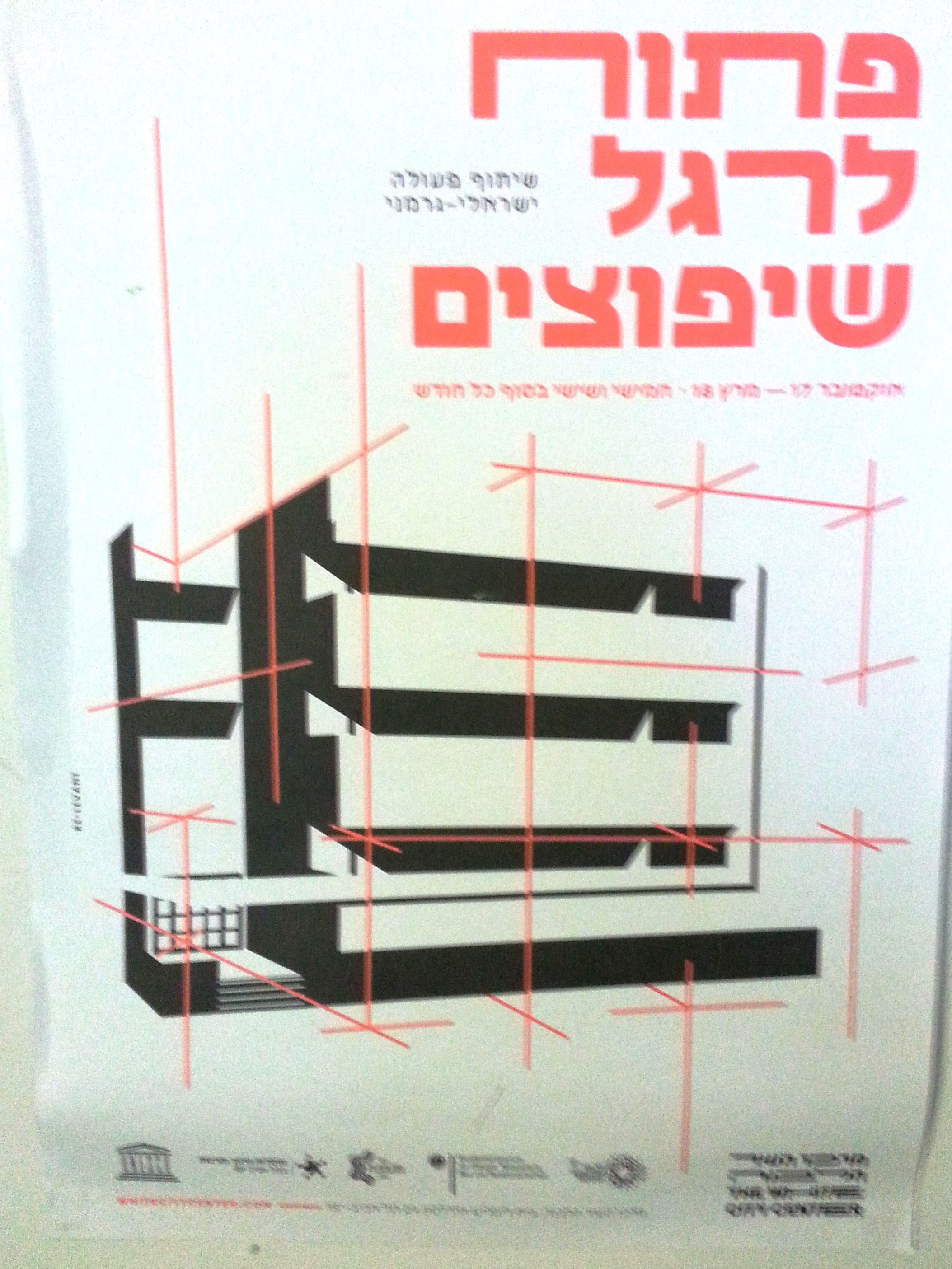
Werbeplakat für «Patuach le-Regel Schippuzim», 2018

Das Gebäude diente in den zwei Jahren in den verschiedenen Stadien der Restaurierung zur lebendigen Anschauung der international zusammengesetzten Lehrgänge und Workshops für Baufachleute im Rahmen des Programms «Patuach le-Regel Schippuzim» (פָּתוּחַ לְרֶגֶל שִׁיפּוּצִים deutsch ‚Offen für Renovierungen‘, englisch Open for Renovations). Die Bundesregierung, vertreten durch das Amt für Bundesbau, unterstützte das Vorhaben finanziell, aber auch mit bauhistorischer Expertise, da es in Israel weniger qualifizierten Umgang mit Denkmalen der Moderne gibt. Golan fand 2018 einen deutschen Baufachmann, der die nötigen Fertigkeiten besitzt, den Originalputz wiederherzustellen und angehende Handwerker zu unterweisen.
Weil in Israel kaum ein Handwerker traditionelle Techniken der Restaurierung beherrscht, wurde der Putz in deutsch-israelischer Gemeinschaftsarbeit wiederhergestellt. Angehende Handwerker wurden für eine Woche nach Tel Aviv entsandt, was die Sto-Stiftung fachlich und finanziell unterstützte. Fachleute und Lernwillige kamen und wirkten wie in einer Bauhütte zusammen. Der Techniktransfer schon in den 1930er Jahren widerspiegelt sich auch in deutschen Lehnwörtern im Hebräischen, die auch im Bauwesen häufig sind. So stehen דִּיבֶּל Dībel für Dübel, פַיְנְפּוּץ Fajnpūz für Feinputz, וַשְׁפּוּץ Waschpūz für Waschputz,:69 קְרַצְפּוּץ Qrazpūz für Kratzputz, אוֹבֶּר-קַנְט Ober-Qanṭ für Oberkante und שְׁפַּכְטֶל Schpachṭel für Spachtel.
Die eingezogenen Balkons, die Fenster und Türen wurden detailgetreu restauriert, bis hin zu den verdeckbaren Türspionen. Bei der Restaurierung der Fassade wurde der ursprüngliche Putz so gut wie möglich erhalten und Risse mit spezieller Technik repariert, ohne den Putz komplett auszutauschen. Die mineralischen Putze, die in den 1930er Jahren Anwendung fanden, fallen durch ihre örtlich gewonnenen als Bindemittel zugegebenen Kalkhydrate nahezu weiß oder beige bis gelegentlich gräulich aus.:66 Das ist auch klima- und energietechnisch von Belang, denn dunkle, verrußte oder verwittert gedunkelte Oberflächen leiten doppelt so viel Außenwärme durch die Bauteile nach innen wie helle.:60

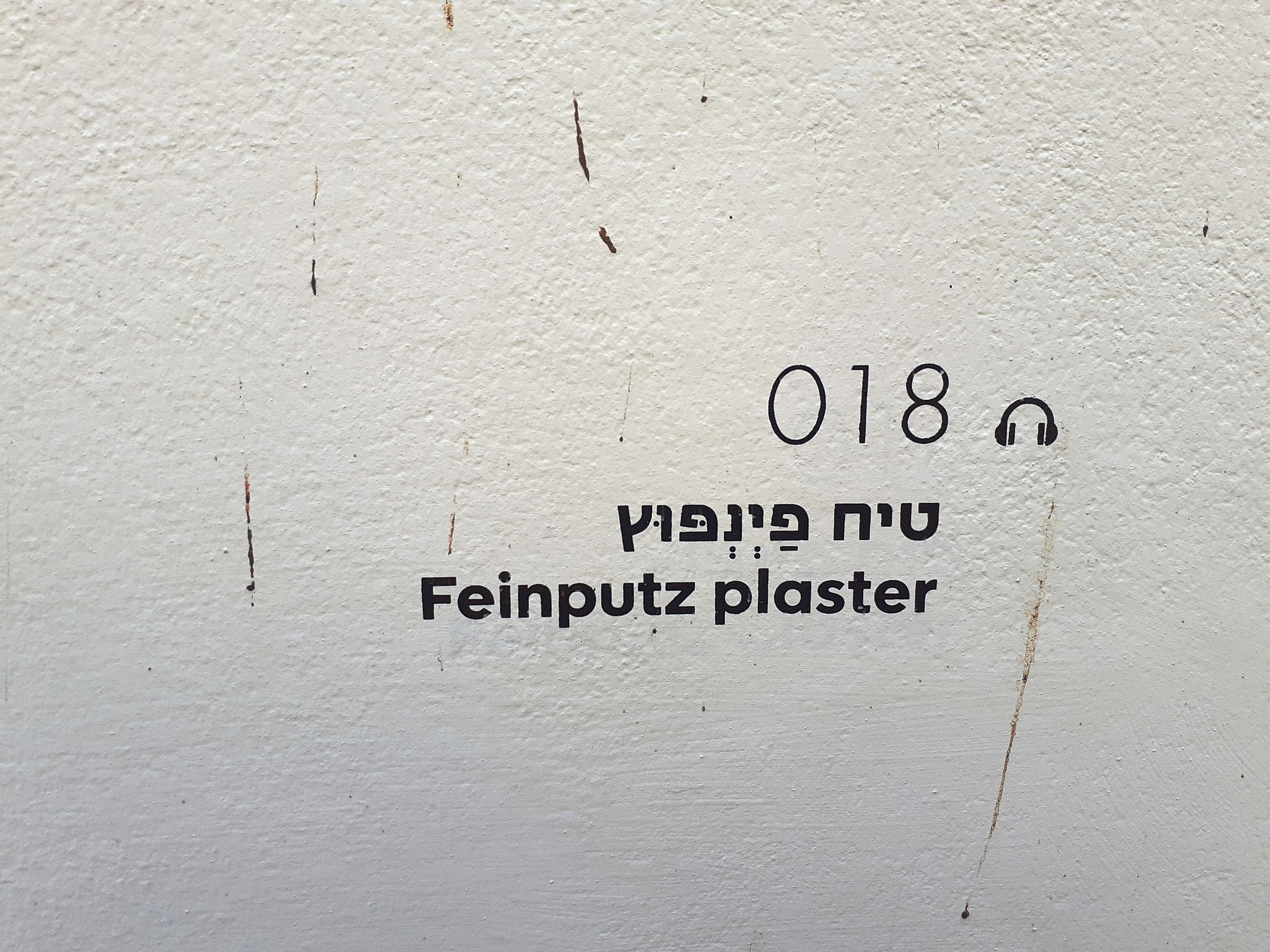
Audiostation 18 zum Thema Feinputz, besprenkelt durch Flughunde

Die hellen Putze, die dem Welterbe die Bezeichnung Weiße Stadt eintrugen, bleiben aber nicht unbefleckt, denn Nilflughunde fressen gerne die Früchte der Benjaminis, die als Straßenbäume in Tel Aviv 15 bis 20 Meter hoch aufragen, verschmähen aber die Kerne, die sie noch im Flug ausspucken, was so auf Fassaden die typischen Sprenkel hinterlässt.
Restaurierung und Umbau, wie auch die innenarchitektonische Neueinrichtung, plante und führte Dov Karmis Tochter Ada Karmi-Melamede mit ihrem ortsansässigen Büro. Sie versuchte, den eigenen Charakter des Gebäudes zu erhalten, zu dem die Proportionen der Baukörper, der Horizontalen der Vorderbalkons und der angebauten Pergola als Verbindung zur Straße beitragen. Karmi-Melamede sagte bei Gründung des Zentrums 2015: „Der Stil des Bauhauses in dieser Stadt ist ein ganz besonderer … Er ist sanfter als an anderen Orten. Die Gebäude strahlen eine gewisse Weichheit aus – es ist der Stil von Tel Aviv.“

## Baubeschreibung
Auffälligstes Merkmal des Beit Liebling sind auf allen drei Etagen die langen eingezogenen Balkons zur Straße Rechov Idelson. Damit schuf Dov Karmi das erste Gebäude im Lande, für das Le Corbusiers Element des horizontalen Fensterbands durch lange Balkons adaptiert wurde. Der Südbalkon, angesichts der Größe und Verschattung eine langgezogene Loggia,  geht bis an die Westfassade des Hauses. Da der lange Südbalkon nach Westen offen und tief eingezogen ist, scheint er schwebend, denn die filigranen Stahlstützen am Westeck sieht man kaum.
Die schmalen Auslassungen zwischen Balkonbrüstungen und von oben überhängenden Schürzen betonen die horizontale Linie und verschaffen jedem an die Balkons grenzenden Zimmer Zugang zu verschattetem Außenraum. Im Laufe der Jahre wurde Karmis Interpretation der horizontalen Linie durch lange Balkons zum Markenzeichen der klimagemäß anpassten Architektur der Moderne im Lande. Karmi war darin vielen Architekten Vorbild und Inspiration und beeinflusste damit, vielleicht mehr als jeder andere Architekt, das Stadtbild Tel Avivs.

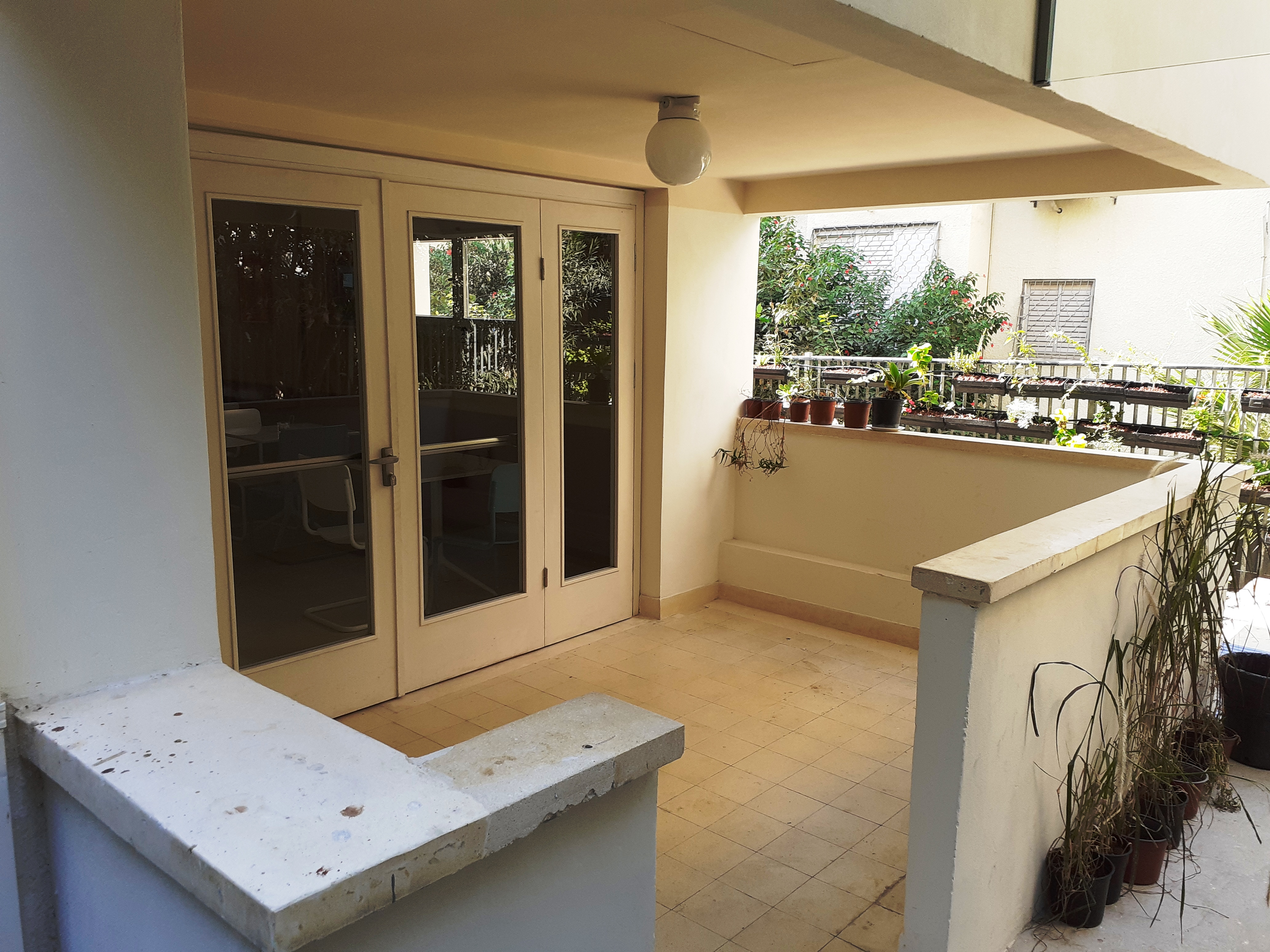
Rückwärtiger Balkon

Außer einem Südbalkon hat jede Etage noch nach zwei Seiten offene geräumige Balkons im Nordeck, im Winkel am westlichen Überstand des rückwärtigen Flügels über den Frontflügel und einen Ostbalkon.
Im Fassadenknick beider Bauquader an der Ostseite des Gebäudes, von den Küchen zugänglich, befindet sich ein durchgehender Haushaltsbalkon. Diese Balkons sind von der Dachterrasse über alle Etagen durch stählerne Treppen verbunden und führen auch zum Keller, wo es Abstellräume, eine Zentralheizung und eine gemeinsame Waschküche gab. An die Haushaltsbalkons schließt der neue, vor die Nordostfassade gestellte Aufzugsturm über alle Etagen an und schafft barrierefreien Zugang.
Vom Gehsteig führen ein paar Stufen auf Höhe des Vorgartens, wo der Zuweg zur Haustür dann von einer hölzernen Pergola, 2000 und 2019 restauriert, über bauzeitlichen Fliesen:24seq. beschattet wird bzw. werden wird, da nach Sanierung der Anlage die Pflanzen erst noch wieder etwas wachsen müssen. In Tel Aviv sind solche Pergolen, die Akklimatisierungsschleusen zwischen kühlem Hause und heißer Straße bilden, selten, anders als in Jerusalem. Die Pergola ist nach Westen etwas breiter als der westliche Vorsprung des hinteren über den Frontflügel und schließt östlich an dessen Westwand an.
Im Westeck der beiden Bauquader, die den Baukörper bilden, befindet sich das Entrée, das zum eleganten Treppenhaus überleitet, das die Schnittstelle der beiden quaderförmigen Baukörper bildet. Eine lichte Glasfront aus 16 quadratischen eichenen Gefachen, wovon die Tür zwölf einnimmt, bildet das Entrée zum Treppenhaus, das 1936 fertiggestellt war, und sich durch erhaltene Wandfliesen, Wohnungstüren durch Spione, Drücker und Klingelborde sowie vor allem die originalen Terrazzoböden auszeichnet. Denn Terrazzoböden sind nicht nur sehr beständig und klimawirksam,:72 sondern in ihrer je individuellen Färbung prägend für die Erscheinung eines jeden Hauses.:73 Zu den Holzgefachen des Entrées passen auch die alten hölzernen Briefkästen, im Treppenhaus dann stechen zwei mit rückseitig eingeprägtem Namenszug Villeroy & Boch nach außen eingesetzte Fliesen heraus, diese 3D-Druckreplikate füllen zwei 2017 entstandene Fehlstellen in der Wandfliesung und zeugen als eine weitere Schicht von der deutsch-israelischen Vergangenheit.
Das dreistöckige Haus gliedert sich ursprünglich in sechs geräumige Vier-Zimmer-Wohnungen mit den besten Annehmlichkeiten der Zeit: Heizkörper, geflieste Badezimmer mit Badewanne sowie Duschkabine, und moderne Küchen mit Fliesung im Stil der 1926 in Deutschland entwickelten Frankfurter Küche. Erhalten sind ein funktionstüchtiger dekorierter Standtresor, zeittypische Einbauschränke, originale Fenster mit Griffen und gelb geflieste Balkonböden. Das Dach bildet eine Terrasse mit einem kleinen Wäschehaus für aufzuhängende bzw. getrocknete Wäsche.:21 Höher als drei Geschosse inklusive Parterre konnte damals nicht gebaut werden, da die Wasserversorgung der Stadt damals Wasser nicht weiter nach oben befördern konnte.

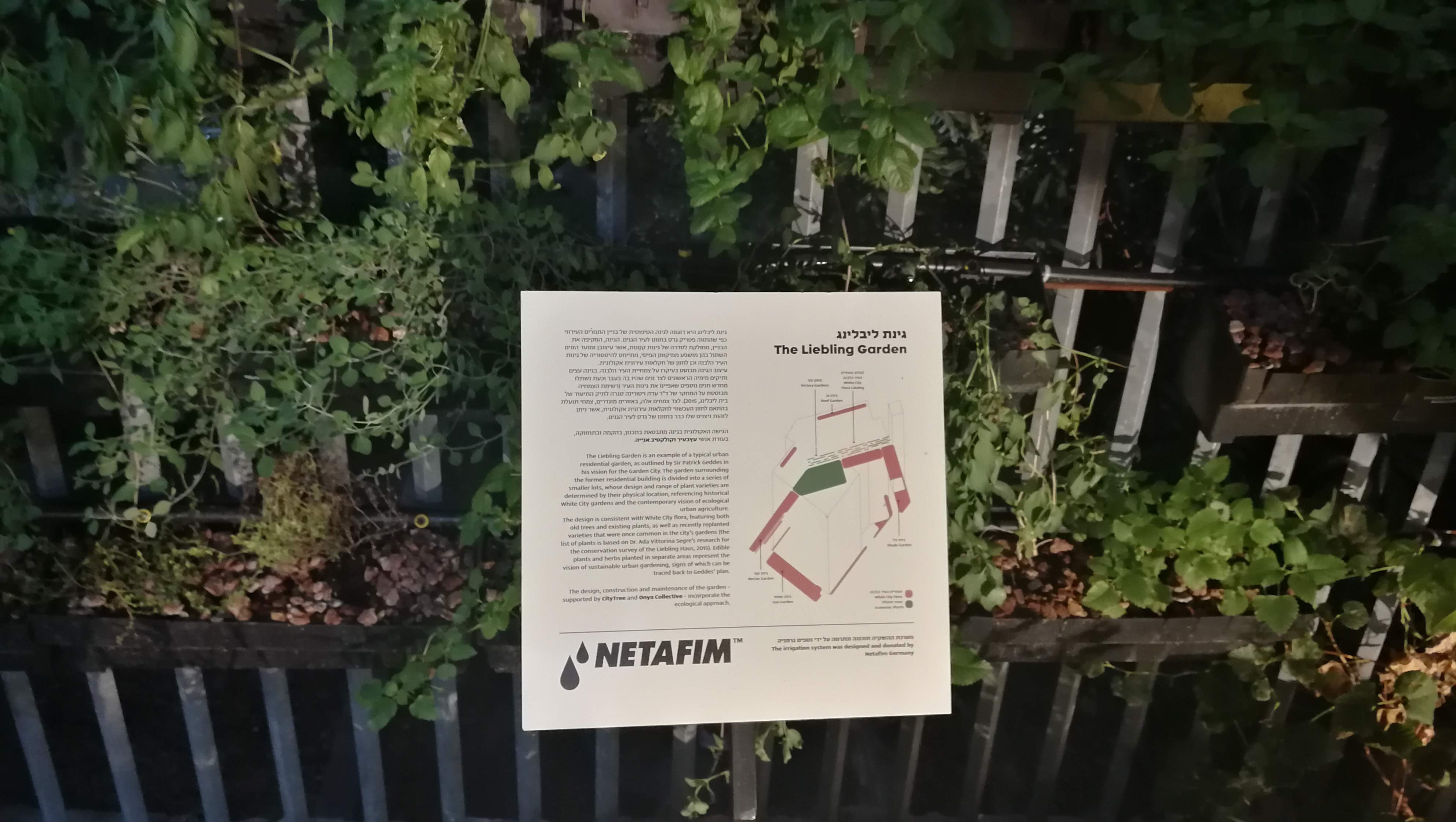
Gärtchen hinterm Haus

Angesichts der hohen Grundstücksabdeckung fällt die nicht versiegelte Gartenfläche ums Haus relativ klein aus, wie in der Grafik im Photo zu erkennen. Auf der beschränkten Fläche wurde ein ökologisches Gärtchen im Geiste der Gartenstadt eingerichtet, als die Tel Aviv einstmals geplant war. Hinten im Garten steht eine knorrige Rote Frangipani, die Malkah Aschermann und Enkelin Daniʾela Di-Nur 1955 als Setzling pflanzten.
Die Gestaltung des Zugangs, das Treppenhaus, die eingezogenen Balkons und vieles mehr zeichnen den Beit Liebling als Bau des Internationalen Stils aus. Für den Architekten Nachum Cohen besticht das Lieblinghaus vor allem durch die einzigartige Komposition der Baukörper auf dem ja relativ tiefen Grundstück, die Führung der Eintretenden durch die Pergola zum Entrée, wo die Richtung dann um 90° dreht und wiederum die Vertikale eröffnet. Bei der Eröffnung des Lieblinghauses 2019 bemerkte Ada Karmi-Melamede zum Wohnkomfort, ihr Vater habe zu Beginn seiner Laufbahn viele Wohnhäuser gebaut und stets zu bedenken versucht, wie spätere Bewohner darin leben würden, weshalb die Wohnhäuser und ihre Wohnungen menschliches Maß wahren. Die hohen Decken des Beit Liebling sind ein typisches Merkmal von Wohnungen für den Mittelstand.

## Bibliographie
- Hadassah Aghion, Tel Aviv: Bauhaus & eclectic styles ['Tel Aviv: esprit Bauhaus et éclectisme', Paris: Marcus und Guysen, 2009, ISBN 978-2-7131-0284-4; engl.], Lisa Maronese (Übers.), Paris: Marcus, 2018, S. 59, ISBN 978-2-7131-0348-3
- Christian Blatt (Institut für Werkstoffe im Bauwesen, Uni Stuttgart), Miriam Hohfeld (Bundesbauministerium), Gereon Lindlar mit Kornelius Götz (Büro für Restaurierungsberatung, Bonn) und Dietlinde Schmitt-Vollmer (ifag, Uni Stuttgart), Weiße Stadt Tel Aviv: Zur Erhaltung von Gebäuden der Moderne in Israel und Deutschland, Bundesinstitut für Bau-, Stadt- und Raumforschung (Hrsg.), Troisdorf: Rautenberg, 2015, ISBN 978-3-87994-158-2
- Sabine Brandes, „Aufbau für das Bauhaus Tel Aviv: Deutschland fördert die Sanierung der Weißen Stadt mit 2,8 Millionen Euro“, in: Jüdische Allgemeine Wochenzeitung, 21. Mai 2015, S. 5
- Nitza Metzger-Szmuk (נִיצָה מֶצְגֶּר-סְמוּק), בָּתִּים מִן הָחוֹל: אַדְרִיכָלוּת הַסִּגְנוֹן הַבֵּינְלְאֻמִּי בְּתֵל־אָבִיב - 1948–1931, Tel Aviv-Jaffa: קֶרֶן תֵּל־אָבִיב לְפִתּוּחַ, 1994, ISBN 965-05-0724-8
- Jochen Stahnke, „Weiße Stadt: 4000 Häuser in Tel Aviv tragen die Marke Bauhaus“, in: Frankfurter Allgemeine Magazin, Nr. 10 ‚Hundert Jahre Bauhaus‘ (Oktober 2018), S. 48–50
- Claudia Stein, תֵּל אָבִיב – Tel Aviv: Der Reiseführer, Norderstedt: Books on Demand, 2015, ISBN 978-3-7347-7431-7